# 너에게 안녕을 고할 때
<너에게 안녕을 고할 때>는 대한민국의 여성 싱어송라이터 장덕에 의해 작사 · 작곡된 곡이다. 장덕의 네번째 정규 음반 《얘얘》의 동명 타이틀곡으로 B면 2번 트랙으로 발표되었다.

## 리메이크 버전
- 1990년 장덕이 사망하고 동료 가수 12인이 모여 발표한 장덕 추모 음반 《예정된 시간을 위하여》에서 김범룡이 리메이크 하였다.